# فوردیس (نبراسکا)
فوردیس(به انگلیسی: Fordyce) شهری در ایالت نبراسکا کشور ایالات متحده آمریکا است که جمعیت آن در سرشماری سال ۲۰۱۰ میلادی، ۱۳۹ نفر بوده‌است.